# لورانس دود
لورانس دود (بالإنجليزية: Lawrence Dodd)‏ هو عالم سياسة أمريكي، ولد في 11 ديسمبر 1946.